# Iasenovo, Burgas
Iasenovo (în bulgară Ясеново) este un sat în comuna Ruen, regiunea Burgas,  Bulgaria. 

## Demografie
Componența etnică a satului Iasenovo
     Turci (62,82%)
     Bulgari (1,49%)
     Nicio identificare (35,68%)
     Altele (0%)
La recensământul din 2011, populația satului Iasenovo era de 468 locuitori. Din punct de vedere etnic, majoritatea locuitorilor (62,82%) erau turci, cu o minoritate de bulgari (1,49%). Pentru 35,68% din locuitori nu este cunoscută apartenența etnică.